# Graf DK 47

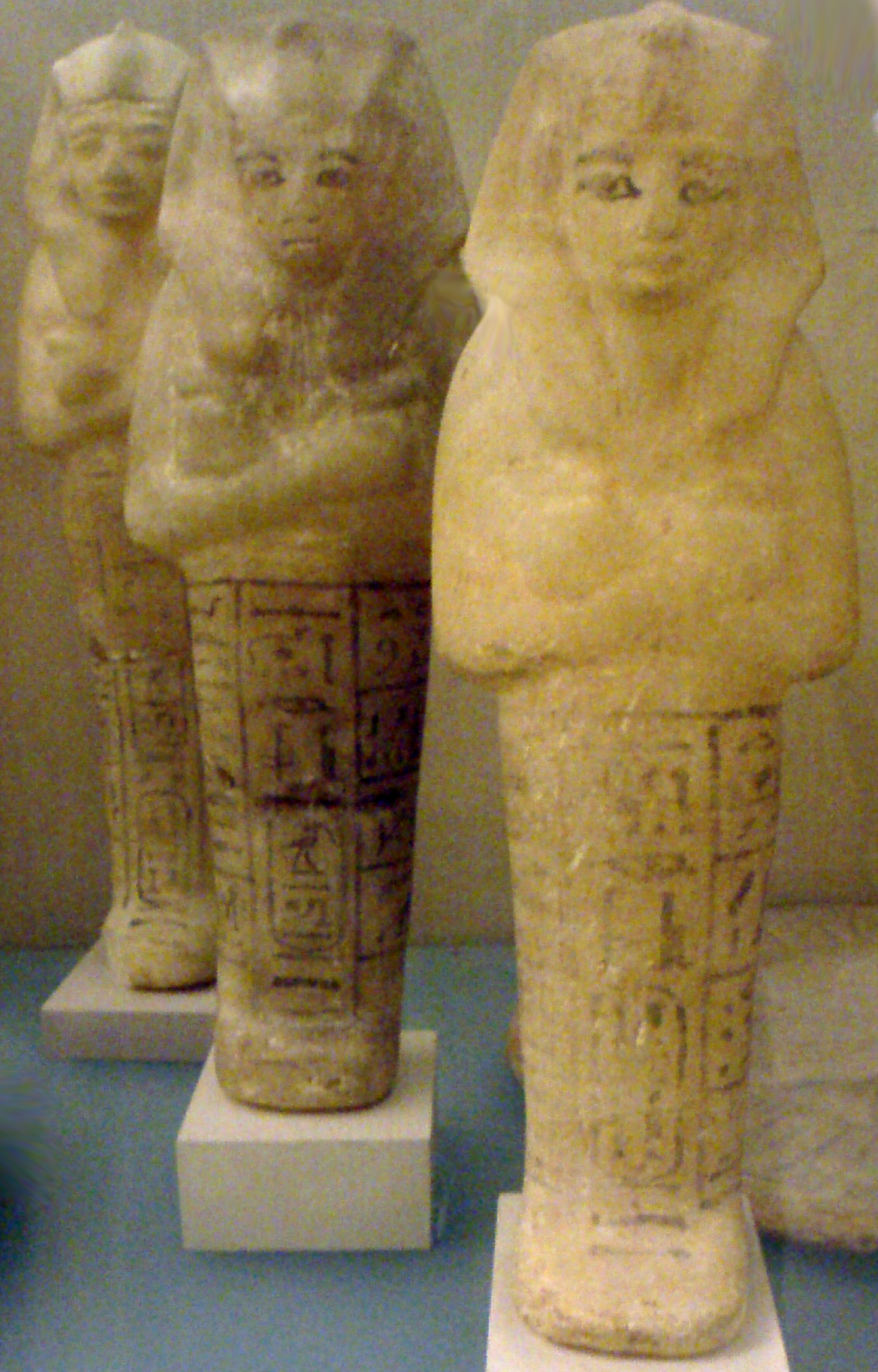
Oesjabti van farao Siptah uit de tombe DK 47.

Graf DK 47 is een graf uit de Vallei der Koningen. Het graf, daterend uit de 19e dynastie, werd ontdekt door Edward Russell Ayrton op 18 december 1905. Later werd het nog onderzocht door Harry Burton in 1912-1913 en door Howard Carter in 1922. Het werd gebouwd voor Siptah.